# Ana Isabel Alonso Gómez
Ana Isabel Alonso Gómez (Barakaldo, 11 de novembre de 1964), més coneguda com a Anabel Alonso, és una presentadora de televisió, humorista i actriu de cinema, teatre, televisió i doblatge basca. Al llarg de la seva carrera, Alonso ha rebut diversos premis i reconeixements, entre ells tres Fotogramas de Plata, i ha estat nominada dues vegades als premis de la Unió d'Actors i Actrius i altres dues als premis de l'Acadèmia de les Ciències i les Arts de Televisió.
El seu major paper en la televisió ha estat en la sèrie de Telecinco 7 vidas, on va interpretar a Diana Freire, una lesbiana que ha fracassat en la seva carrera com a actriu. El 2005 va fer una aparició a Aída, una sèrie derivada de 7 vidas, on va tornar a interpretar Diana Freire anant a visitar a la seva amiga Aída García. A més, va presentar les Campanades de 2007 amb Ramón García. El 2007, va interpretar Mónica a La familia Mata, però la sèrie va acabar el 2009 per baixa audiència.
A més, ha treballat com a presentadora al programa d'animals Pelo, pico, pata. Com a actriu de doblatge ha prestat la seva veu per la versió en castellà de Buscant en Nemo i La increïble però certa història de la Caputxeta Vermella. El 2013 es va afegir al repartiment de la sèrie de Telecinco Esposados, on va ser la copresentadora amb Santiago Segura i Javier Martín, interpretant-se a si mateixa, i des de 2010 fins a 2013 va presentar en Antena 3 el programa d'acudits El club del chiste. Des de 2013 encara el personatge de Benigna a la sèrie Amar es para siempre d'Antena 3.